# Владислав Пятін-Пономаренко
Владислав Пятін-Пономаренко (нар. 19 вересня 2005, Маріуполь) — український документаліст, візуальний митець, журналіст і активіст. Відомий завдяки своєму фільму Imagine War: 75 Days of Survival in Mariupol, який здобув нагороду «Documentary of the Year» на Irish Student Media Awards у 2025 році. Його творчість охоплює теми війни, пам'яті, ідентичності та життя біженців.

## Біографія
Владислав Пятін-Пономаренко народився 19 вересня 2005 року в місті Маріуполь. Зростав у родині, яка підтримувала його творчі прагнення й активно залучала до культурного життя. З восьмирічного віку займався театром — спочатку як аматор, а згодом долучився до театральної трупи «Театроманія», де брав участь у постановках, зокрема в театральній адаптації Тіней забутих предків за мотивами твору Михайла Коцюбинського.
У 2020 році представив свій дебютний короткометражний фільм Темна смуга на українському етапі міжнародного конкурсу Infomatrix. Стрічка, створена в жанрі психологічної драми, порушує тему міграції в Європі.
Під час навчання у школі виявляв інтерес до гуманітарних наук, прагнучи поєднати мистецтво з технічною освітою. У 2021 році вступив до Маріупольський будівельний фаховий коледж за спеціальністю «Опорядження будівель і споруд». Після початку повномасштабної війни у 2022 році продовжив навчання дистанційно, завершивши освіту у 2025 році.
У лютому 2022 року, з початком повномасштабного вторгнення Росії в Україну, змушений був залишити Маріуполь, який опинився в зоні інтенсивних бойових дій.

### Життя в Ірландії
Оселившись у місті Талламор, вступив до Університету Голвея, де навчається на факультеті журналістики. У 2025 році його фільм Imagine War здобув нагороду Film Documentary of the Year на Національній студентській медіа-премії Ірландії.

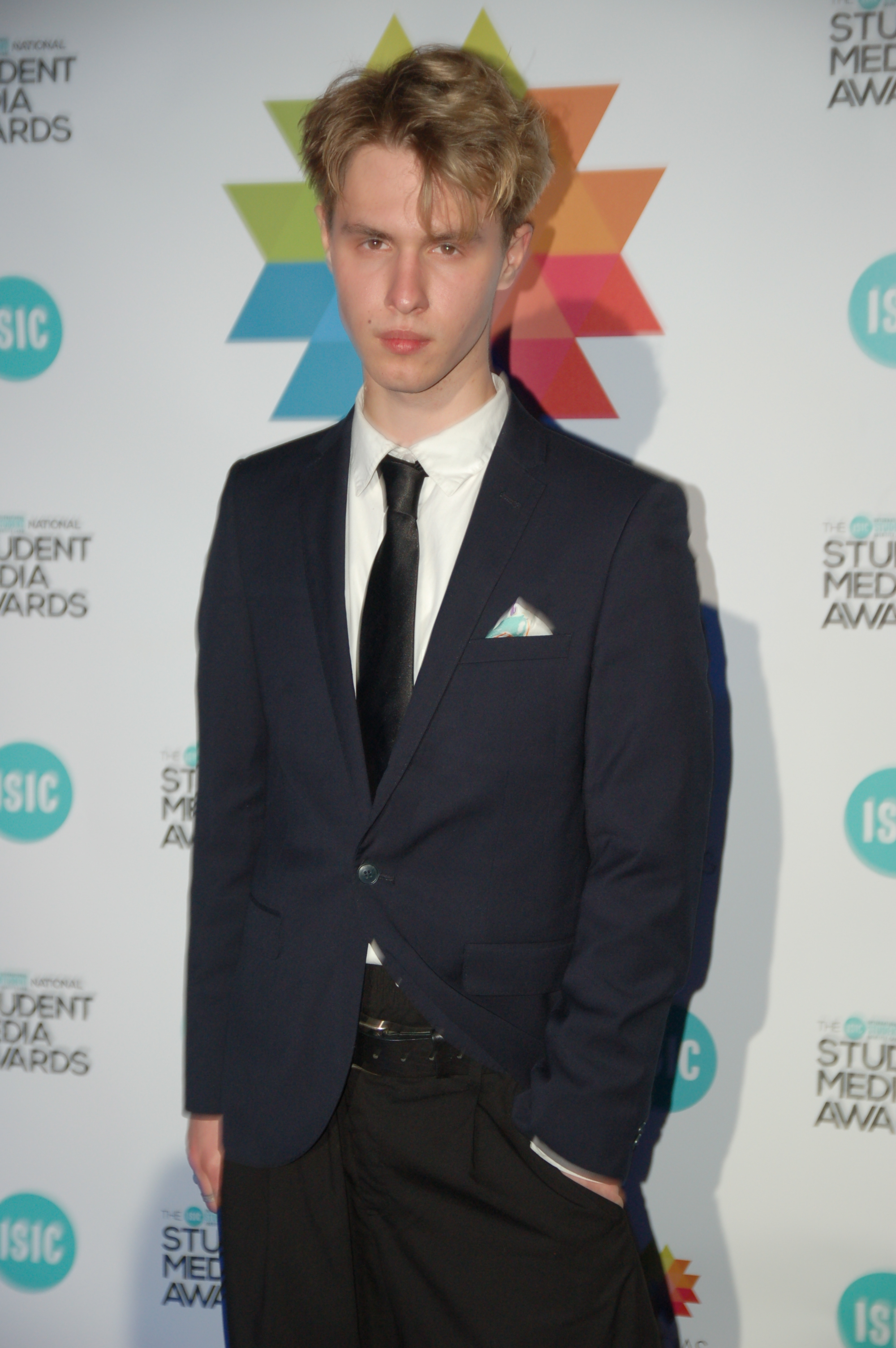

Перша версія стрічки була представлена на Documenta 15 — престижній міжнародній виставці сучасного мистецтва, що проходила в Касселі, Німеччина, у 2022 році. Повна версія фільму з'явилася у жовтні 2024 року: прем'єра відбулася онлайн на YouTube, а також офлайн у Кельні (Німеччина) та Полтаві (Україна).

### War Diaries

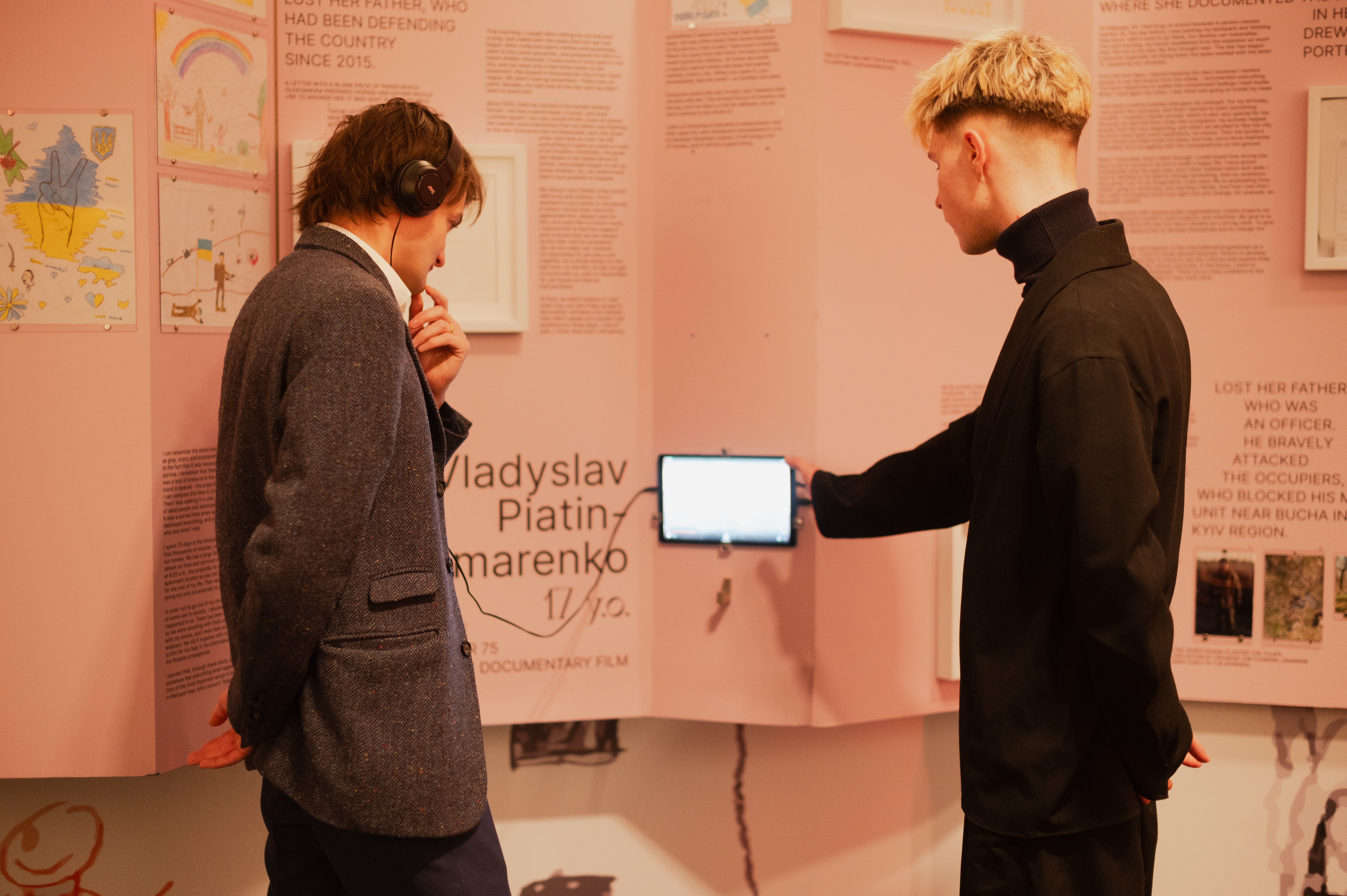

У 2023 році фільм Imagine: War був включений до міжнародної виставки War Diaries: Unheard Voices of Ukrainian Children, ініційованої меценаткою Христєю Храновською. Виставка об'єднувала відео, аудіоінтерв'ю та особисті речі дітей із різних регіонів України, що пережили війну. Фільм Пятіна-Пономаренка став її складовою.
Виставка демонструвалася в Нью-Йорку, Страсбурзі, Лондоні, Берліні та Вашингтоні. У лютому 2025 року роботи автора були представлені у Chatham House (Лондон), де він особисто презентував свою стрічку.
У своїх інтерв'ю митець зазначає: «Якщо я помру завтра — що я залишу по собі? Цей фільм — моя пам'ять і мій протест».
У 2024 році завершив роботу над другим документальним фільмом — Clover Road, присвяченим життю українських біженців в Ірландії. Через інтерв'ю, спостереження і поетичні монологи режисер досліджує досвід вигнання, втрати дому й пошуку нової ідентичності.
У тому ж році взяв участь у проєкті «Repeat After Me II» мистецького об'єднання Open Group, який було представлено у Польському павільйоні на 60-й Венеційській бієнале. Кураторкою виступила Марта Чиж. Проєкт, що відтворює звуки зброї у форматі «караоке», мав на меті привернути увагу до травматичного досвіду українських цивільних.

## Imagine: War
- Imagine: War — документальний фільм Владислава Пятіна-Пономаренка, який зображає 75 днів блокади Маріуполя під час повномасштабної війни. Стрічка поєднує реальні відео з особистим наративом, що передає атмосферу страху, відчаю та тихого опору[4].

Сюжет: Фільм знято на аматорську камеру, мобільний телефон і вебкамеру ноутбука. Під час бомбардувань автор із родиною переховувався у підвалі. 7 березня 2022 року снаряд влучив у їхній будинок. Щоб зберегти психічну рівновагу, Владислав вирішив документувати події. Пісня Іmagine Джона Леннона стала саундтреком фільму та особистим джерелом підтримки.
Прем'єра та покази: Стрічка вперше була показана на Documenta 15 у Касселі. Надалі увійшла до виставки War Diaries, що презентувалася у Нью-Йорку, Страсбурзі, Лондоні та Chatham House у 2025 році. В Україні покази проходили у центрах «ЯМаріуполь»,та Гончаренко Центрі Дніпро.

### Нагороди
У 2025 році фільм здобув нагороду Документальний фільм року на SMEDIAS (National Student Media Awards), що стало важливим визнанням творчості режисера.

## Стиль та публічна діяльність

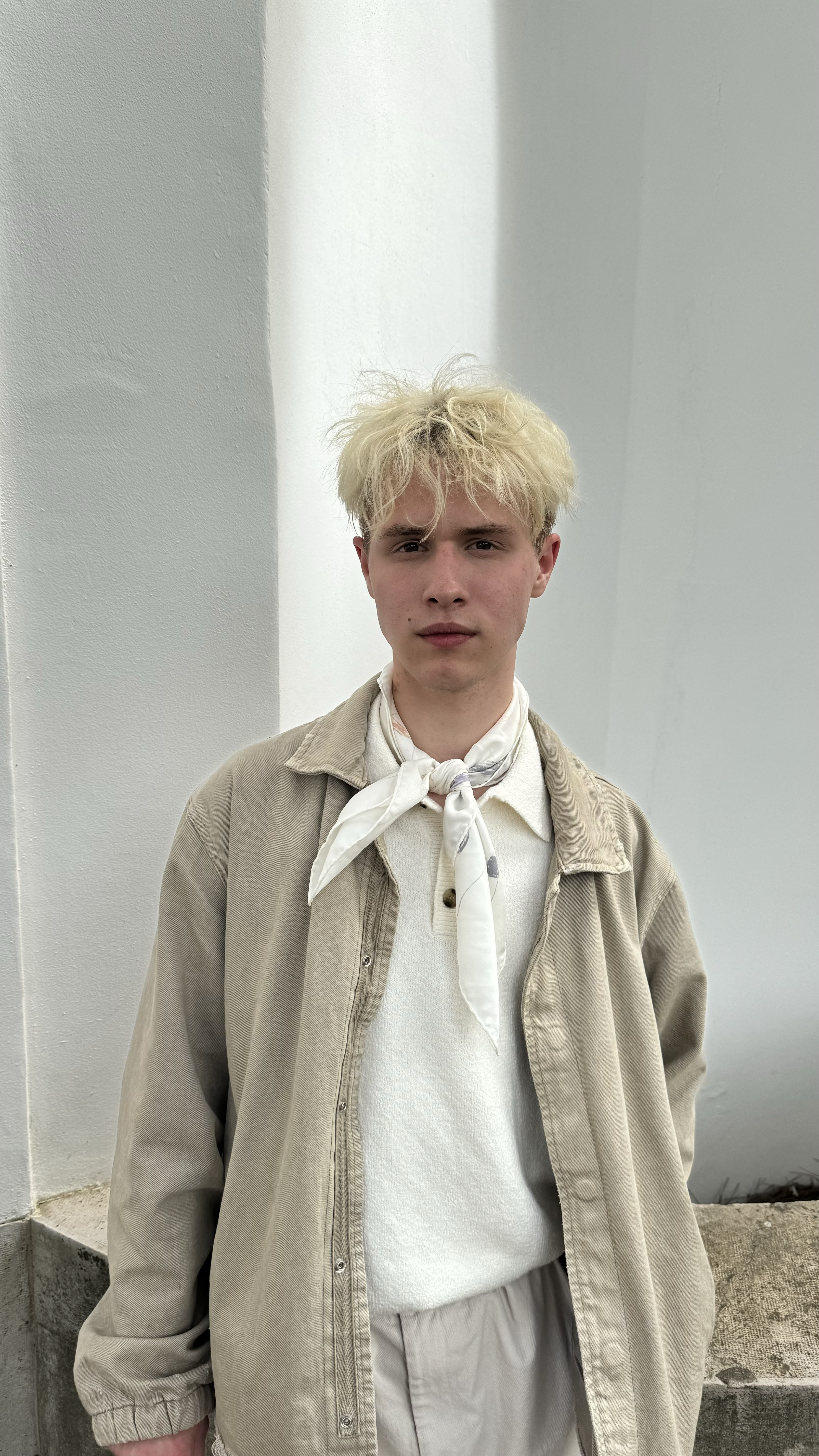

Стиль Пятіна-Пономаренка поєднує документальний реалізм і поетичне бачення. Для нього характерні емоційна щирість, особистий досвід і глибокий інтерес до тем пам'яті, втрати, біженства та ідентичності. У Imagine: War використано архівні записи з мобільного телефону та інтимний закадровий голос, що створює ефект повного занурення.
Поза кінематографом Владислав публікує есе на платформі Medium. Зокрема, у тексті «Glamour or Harm?» досліджує роль медіа у формуванні образу швидкої моди. Інші його публікації — «Mainstream: A Value or a Sentence for Contemporary Art?» і «Unmasking Power» — присвячені аналізу мистецтва, політичної критики й культурної гегемонії.
Також виявляє інтерес до візуальної культури й моди. Його Instagram (@piiatinn) містить добірки естетизованих образів, стилізованих луків і візуальних досліджень. Сам режисер називає себе «fashion enthusiast» і регулярно коментує події у сфері моди. Для нього мода — це не лише стиль, а спосіб візуальної самопрезентації та культурного висловлювання, особливо в умовах війни.